# Coryphantha erecta
Coryphantha erecta (Lem. ex Pfeiff.) Lem. – gatunek rośliny z rodziny kaktusowatych (Cactaceae Juss.). Występuje naturalnie w meksykańskim stanie Hidalgo. 

## Morfologia

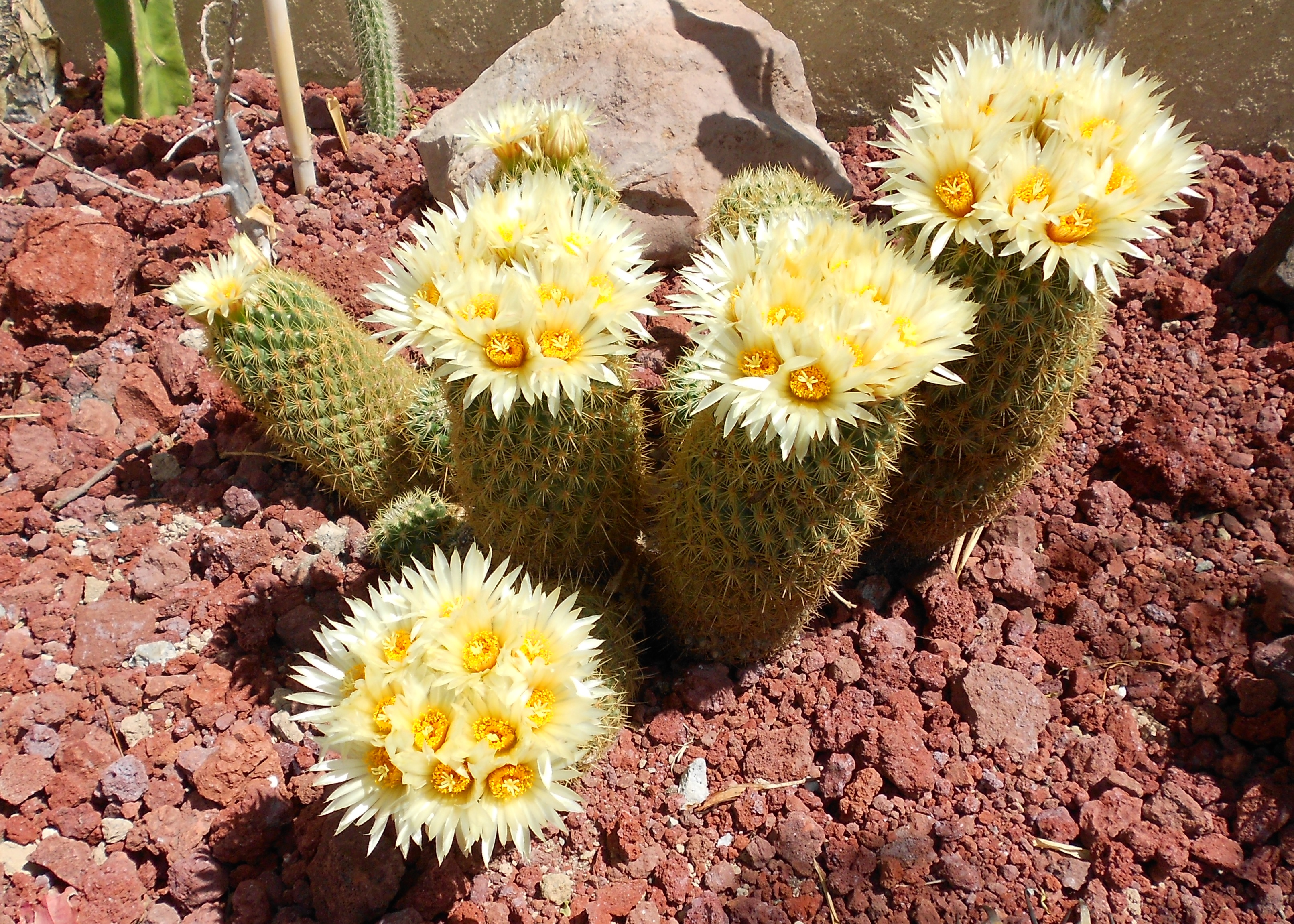
Podczas kwitnienia

PokrójPółkrzewiasty kaktus, tworzy gęste kępy. Dorasta do 30 cm wysokości. Łodyga ma cylindryczny kształt, dorasta do 6–8 cm średnicy, z brzegami pokrytymi guzkami. Areole mają 8–13 kolców promieniowych o długości 12 mm oraz 2–4 kolce centralne o długości 20 mm.
KwiatySą pojedyncze, rozwijają się prawie na wierzchołku łodygi. Okwiat ma lejkowaty kształt, mierzy 55–60 mm długości oraz 75 mm średnicy, listki okwiatu mają żółtą barwę.
OwoceMają pałkowaty kształt. Osiągają 15 mm długości i 5 mm średnicy.